# Het Ravijn (film)
Het Ravijn is de verfilming van het gelijknamige boek, dat het genezingsproces beschrijft van Max Pam nadat die was getroffen door een hersenbloeding.
De film is geproduceerd door PV Pictures in samenwerking met de VPRO.

## Cast
- Gijs Scholten van Aschat ...Max Pam
- Kristen Denkers ...Liesbeth
- Kenneth Herdigein ...Bon
- Jan Nossent ... AntiMax
- Mijs Heesen ... Verpleegkundige
- Steve Hooi ...Verpleegkundige
- Tonje Langeveld
- Peter Paul Muller ... Arts
- Martijn Nieuwerf ... Redacteur
- Ivar van Urk ... Henk